# Baloghia drimiflora
Baloghia drimiflora är en törelväxtart som först beskrevs av Henri Ernest Baillon, och fick sitt nu gällande namn av Rudolf Schlechter. Baloghia drimiflora ingår i släktet Baloghia och familjen törelväxter. Inga underarter finns listade i Catalogue of Life.